# 滝沢静子
瀧澤 靜子（滝沢 静子、たきざわ しずこ、1902年4月8日 - 1952年3月）は、日本の女優である。

## 人物・来歴
1902年（明治35年）4月8日、東京府（現在の東京都）に生まれる。
1915年（大正4年）、帝国劇場付属技芸学校に入学、帝国劇場で女優としての初舞台を踏む。1917年（大正6年）、帝国劇場と専属契約を交わす。
1923年（大正12年）9月1日の関東大震災の後、京都に移住する。翌1924年（大正13年）、日活京都撮影所に入社、同年、大洞元吾監督のサイレント映画『謎の花婿』に出演してスクリーンデビューする。1929年（昭和4年）、日活と製作提携している片岡千恵蔵プロダクションに移籍し、伊丹万作、山中貞雄、振津嵐峡らの作品に出演する。1935年（昭和10年）には、永田雅一の第一映画撮影所製作、溝口健二や伊藤大輔監督の作品に数本出演した。
1937年（昭和12年）、日活京都撮影所に戻る。1942年（昭和17年）2月、第二次世界大戦による戦時統制のため、日活の製作部門が大都映画、新興キネマと合併して大日本映画製作（のちの大映）となったため、滝沢も大映に所属した。1945年（昭和20年）、同社を退社した。
戦後は、京都の東横映画（のちの東映）の作品に出演したが、1952年（昭和27年）3月に死去した。満49歳没。

## フィルモグラフィ

### 日活京都の諸撮影所
- 謎の花婿 : 監督大洞元吾、日活京都撮影所第二部、1924年 - 娘浪子
- 岩見重太郎 : 監督池田富保、日活京都撮影所、1924年 - 妹おつぎ
- 慕ひ行く影前篇 : 監督波多野安正、日活京都撮影所第一部、1925年 - 侍女信夫
- 義士銘々伝間重次郎 : 監督池田富保、日活京都撮影所、1925年 - 召使おつた
- 復讐と女 : 監督築山光吉、日活京都撮影所第一部、1925年 - 侍女早百合
- 落花の舞 終篇 : 監督池田富保、日活京都撮影所第一部、1925年 - 女中お君
- 鞍馬天狗 第一篇 : 監督公木之雄、日活京都撮影所第一部、1925年 - 白菊姫
- 筑波鋭之助 : 監督小林弥六、日活大将軍撮影所、1925年 - 姉娘恭子
- 荒木又右衛門 : 監督池田富保、日活大将軍撮影所、1925年 - 芸者染吉
- 中山安兵衛 前篇 : 監督波多野安正、日活京都撮影所第一部、1925年 - 女房お辰
- 地獄に落ちた光秀 : 監督辻吉郎、日活大将軍撮影所、1926年
- 実録忠臣蔵 天の巻 地の巻 人の巻 : 監督池田富保、日活大将軍撮影所、1926年 - 不破の女房
- 大義 : 監督波多野安正、日活大将軍撮影所、1927年 - 千草姫
- 増補改訂忠臣蔵 天の巻 地の巻 人の巻 : 監督池田富保、日活大将軍撮影所、1927年 - 不破の女房
- 新版四谷怪談 : 監督伊藤大輔、日活大将軍撮影所、1928年 - 女中おきよ
- 落花剣光録 第一篇 : 監督清瀬英次郎、日活太秦撮影所、1928年 - お鯉
- 天野屋利兵衛 : 監督池田富保、日活太秦撮影所、1928年 - 大石妻およし
- 落花剣光録 第二篇 : 監督清瀬英次郎、日活太秦撮影所、1929年 - お鯉
- 英傑秀吉 : 監督池田富保、日活太秦撮影所、1929年 - 松下の女中お熊
- 半身 : 監督辻吉郎、日活太秦撮影所、1929年 - 腰元
- 落花剣光録 第三篇 : 監督清瀬英次郎、日活太秦撮影所、1929年 - お鯉

### 片岡千恵蔵プロダクション
- 愛染地獄 第一篇 : 監督清瀬英次郎、1929年 - お千代
- 愛染地獄 第二篇 : 監督清瀬英次郎、1929年 - お千代
- 春風の彼方へ : 監督伊丹万作、1930年 - 女中お霜
- 元禄快挙 大忠臣蔵 天変の巻 地動の巻 : 監督池田富保、日活太秦撮影所、1930年 - 平八郎の妻
- 金的力太郎 : 監督伊丹万作、1931年 - おとく
- 殉教血史 日本二十六聖人 : 監督池田富保、日活太秦撮影所、1931年 - 竹屋女房お仙
- 闇討渡世 : 監督伊丹万作、1932年 - お政
- 国定忠治 旅と故郷の巻 : 監督稲垣浩、1933年 - 万太郎後妻お次
- 国定忠治 霽れる赤城の巻 : 監督稲垣浩、1933年 - お次
- 武道大鑑 : 監督伊丹万作、1934年 - 乳母
- 風流活人剣 : 監督山中貞雄、1934年 - その内儀
- 珊瑚重太郎 : 監督辻吉郎、1934年 - 重太郎伯母
- 足軽出世譚 : 監督山中貞雄、1934年 - 金八の母
- 天保忠臣蔵 : 監督稲垣浩、1934年 - 河庄の女将
- 雁太郎街道 : 監督山中貞雄、1934年 - 女房おまさ
- 折鶴お千 : 監督溝口健二、第一映画撮影所、1935年 - お袖
- 利根の川霧 : 監督稲垣浩、1935年
- お六櫛 : 監督伊藤大輔、第一映画撮影所、1935年 - おきぬの母
- マリヤのお雪 : 監督溝口健二、第一映画撮影所、1935年 - お勢
- 黄昏地蔵 前篇 疾風転変の巻 : 監督振津嵐峡、1935年 - 女房お勝
- 黄昏地蔵 後篇 血河復讐の巻 : 監督原顕義、1935年 - 女房お勝
- 江戸城炎史 : 監督原顕義、1936年 - 乳母
- 浪華悲歌 : 監督溝口健二、第一映画嵯峨野撮影所、1936年 - アパートの小母さん・福田みね
- 赤西蠣太 : 監督伊丹万作、1936年 - 老女沖ノ石
- 刺青奇偶 : 監督衣笠十四三、1936年 - 駄菓子屋女房お竹
- 荒木又右衛門 : 監督萩原遼、1936年 - 数馬の母
- 祇園の姉妹 : 監督溝口健二、第一映画撮影所、1936年 - 扇屋の女将お千代
- 花火の街 : 監督石田民三、J.O.スタヂオ、1937年 - 七十二番館の老婆
- 浅野内匠頭 : 監督藤田潤一、1937年
- 宮本武蔵 地の巻 : 監督尾崎純、日活京都撮影所、1937年 - お杉隠居
- 松五郎乱れ星 : 監督衣笠十四三、1937年 - 庄吉の母おしげ

### 日活京都撮影所
- 曠原の魂 : 監督稲垣浩、1937年
- 血煙高田の馬場 : 監督マキノ正博・稲垣浩、1937年 - お勘婆さん
- 白浪五人男 : 監督荒井良平、1938年 - 浜松屋女房すヾ
- 槍の権三 : 監督菅沼完二、1938年
- 忠臣蔵 地の巻 : 監督池田富保、1938年 - 瑤泉院付 玉笹の局
- 忠臣蔵 天の巻 : 監督マキノ正博、1938年 - 瑤泉院付 玉笹の局
- 巨猫伝 : 監督菅沼完二、1938年 - 宮路の局
- 次郎長一家 : 監督松田定次、1938年 - 長吉の母
- 三味線やくざ : 監督衣笠十四三、1938年 - 七兵衛女房おとく
- 闇の影法師 : 監督稲垣浩、1938年 - おくめ
- 怪談 お岩役者 : 監督尾崎純・菅沼完二、1938年 - 瀬川男女之丞
- 髑髏銭 前篇 風の巻 : 監督辻吉郎、1938年
- 髑髏銭 後篇 雲の巻 : 監督辻吉郎、1938年
- 魔像 : 監督稲垣浩、1938年 - 八公女房お静

- 右門捕物帖 拾万両秘聞 : 監督荒井良平、1939年 - 阪東小仙
- 続魔像 茨右近 : 監督稲垣浩、1939年 - 八公女房お静
- 王政復古 担龍篇 双虎篇 : 監督池田富保、1939年 - 幾松雇婆お常
- 鞍馬天狗 江戸日記 : 監督松田定次、1939年 - おげん
- 三味線武士 : 監督衣笠十四三、1939年 - 由貴の乳母お辰
- 無明有明 後篇 : 監督松田定次、1939年 - お松

- 右門捕物帖 金色の鬼 : 監督丸根賛太郎、1940年 - 綿貫家の婆や ⇒ 右門捕物帖
- 宮本武蔵 第一部 草分の人々 第二部 栄達の門 : 監督稲垣浩、1940年 - お勢
- めくら笛 : 監督田崎浩一、1940年 - おさだ
- 織田信長 : 監督マキノ正博、1940年 - 各務野

- 伊賀の水月 : 監督池田富保、大映京都撮影所、1942年 - お局浅尾
- 無法松の一生 : 監督稲垣浩、大映京都撮影所、1943年 - 子を探す母親
- 最後の攘夷党 : 監督稲垣浩、大映京都撮影所、1945年
- 忘れられた子等 : 監督稲垣浩、稲垣プロダクション・新東宝、1949年 - 正三の母
- 獄門島 : 監督松田定次、東横映画、1949年 - 勝野
- 獄門島 解明篇 : 監督松田定次、東横映画、1949年 - 勝野
- 続不良少女 : 監督小田基義、東横映画、1950年 - ばあや

## 註
1. 1 2 3 4 5 6 7 8  滝沢静子、講談社『日本人名大辞典』、コトバンク、2009年10月23日閲覧。
2. 1 2 3 4  #外部リンク欄、日本映画データベース「滝沢静子」リンク先を参照、2009年10月23日閲覧。二重リンクを省く。